# Priska Doppmann
Priska Doppmamn (Cham, 10 maggio 1971) è un'ex ciclista su strada svizzera.

## Carriera
Doppmann ha iniziato la sua carriera ciclistica internazionale nel 1999 con il Gas Sport Team e dal 2005 al 2008 con il team ciclistico Univega Pro Cycling Team.
Ha vinto il Tour de France femminile nel 2005 ed è stata seconda nel 2007. Nel 2004 è stata terza al Giro d'Italia Femminile. Ha ottenuto altre importanti vittorie al Berna Tour 2004 e al Tour de la Drôme 2005. È anche stata cinque volte campionessa svizzera.

## Vita privata
Priska Doppmann vive a Immensee in Svizzera.

## Palmarès
1999
Campionessa svizzera di ciclismo su strada, gara su strada
3^ al GP Kanton Aargau Gippingen
2^ al Rund Um die Rigi-Gersau
2000
Vincitrice del GP Kanton Aargau Gippingen
Vice-campionessa svizzera di ciclismo su strada, gara a cronometro
3^ al campionato svizzero di ciclismo su strada, gara su strada
2001
Vincitrice della 4ª tappa del Giro di Toscana
Campionessa svizzera di ciclismo su strada, gara a cronometro
Vice-campionessa svizzera di ciclismo su strada, gara su strada
Vincitrice della 5ª tappa del Tour de Snowy
2002
3^ al campionato svizzero di ciclismo su strada, gara a cronometro
Vice-campionessa svizzera di ciclismo su strada, gara su strada
3^ al GP Suisse Féminin
3^ in classifica generale, Gracia-Orlova
2ª alla 1ª tappa della Gracia-Orlova
3ª alla 2ª tappa della Gracia-Orlova
2ª alla 3ª tappa della Gracia-Orlova
Vincitrice del Rund Um die Rigi
2ª alla 4ª tappa del Women's challenge
2ª alla 7ª tappa del Women's challenge
2ª alla 1ª tappa del Tour de Snowy
3^ al Waalse Pijl
Vincitrice del Berner Rundfahrt
2004
Vincitrice del Rund Um die Rigi-Gersau
Vice-campionessa svizzera di ciclismo su strada, gara a cronometro
3ª alla 3ª tappa della Gracia-Orlova, Rydułtowy
3^ al Giro Donne
3^ al prologo del Giro Donne, Pordenone
3ª alla 1ª tappa del Giro Donne, Montereale Valcellina
2^ al Chrono Champenois-Trophée European
1^ al GP des Nations
2005
3^ al Rund Um die Rigi-Gersau
Vincitrice del Tour de la Drôme
1ª alla 1ª tappa del Tour de la Drôme, Taulignan
1ª alla 2ª tappa del Tour de la Drôme, Sederon
1^ alla tappa 3a del Tour de la Drôme, Vaison la Romaine
1ª alla 5ª tappa del Tour de la Drôme, Chateannauf du Rhône
Vice-campionessa svizzera di ciclismo su strada, gara a cronometro
Vincitrice della Grande Boucle
2ª alla 2ª tappa della Grande Boucle, Marckolsheim
2ª alla 3ª tappa della Grande Boucle, Plombières Les Bains
3ª alla 5ª tappa della Grande Boucle, Saint-Villier
1ª alla 6ª tappa della Grande Boucle, Vaujany
3ª alla 3ª tappa della Tuhtingen-Rundfahrt der Frauen
2^ alla Crono des Herbiers
2006
2ª alla 1ª tappa del Tour of New Zealand, Lower Hutt
2^ in classifica generale, Tour of New Zealand
2^ al Souvenir Magali Pache, Losanna
1ª alla 2ª tappa del Tour de l'Aude, Rieux Minervois
1ª alla 6ª tappa del Tour de l'Aude, Montreal d'Aude
1^ alla L'Heure d'Or
3ª alla 3ª tappa dell'Holland Tour, Goor
1^ al Chrono des Herbiers
2007
2^ al Rund Um die Rigi-Gersau
3ª alla 7ª tappa del Tour de l'Aude, Rennes-les-Bains
1ª alla 2ª tappa della Grande Boucle, Lacs de Haute-Charent
1^ alla tappa 3a della Grande Boucle, La Tremblade
3^ alla tappa 3b della Grande Boucle
3^ alla tappa 4 della Grande Boucle, Casteljaloux
Vice-campionessa svizzera di ciclismo su strada, gara a cronometro
3^ alla Chrono des Herbiers
2008
7^ alla gara su strada delle Olimpiadi
8^ alla gara a cronometro delle Olimpiadi
3^ al campionato svizzero di ciclismo su strada, gara a cronometro
3^ a Karbach
1ª alla 5ª tappa del Krasna Lipa Tour, Krásná Lipa
1ª alla 2ª tappa del Thüringen-Rundfahrt der Frauen
1^ all'Open de Suéde Vargarda